# Skedgrimmia
Skedgrimmia (Grimmia anodon) är en bladmossart som beskrevs av Bruch och W. P. Schimper in B.S.G. 1845. Skedgrimmia ingår i släktet grimmior, och familjen Grimmiaceae. Enligt den finländska rödlistan är arten starkt hotad i Finland. Enligt den svenska rödlistan är arten sårbar i Sverige. Arten förekommer i Nedre Norrland och Övre Norrland. Artens livsmiljö är kalkstensklippor och kalkbrott. Inga underarter finns listade i Catalogue of Life.